# 身体化したバイリンガル言語
身体化されたバイリンガル言語（しんたいかされたバイリンガルげんご、L2身体化とも呼ばれる、英:Editing Embodied bilingual language）とは、第二言語（L2）を話したり理解したりする際に、人は自分の行動、知覚、感情を第一言語（L1）と同じように精神的にシミュレートするという考え方である。

## 解説
具現化された認知や具現化された言語処理と密接な関係があり、どちらも母国語での思考や会話のみを指す。具現化されたバイリンガル言語の例としては、第二言語としてスペイン語を学んでいる英語L1話者が、ノートを取っているときにスペイン語でrápido（「速い」）という単語を聞き、より速くノートを取るという状況が挙げられる。
身体化されたバイリンガル言語とは、第二言語学習が身体化された認知に果たす役割のことで、身体と環境との相互作用の仕方が、人の思考やイメージの作り方に影響を及ぼすと提唱している。
身体化された認知理論は、身体化は自動的に、そしてその人の母国語で起こると仮定している。言語の身体化理論では、言葉の意味は行動、知覚、感情の心的表象に基づくと仮定する。したがって、L2の身体化は、身体化された認知が、子どもの言語学習の臨界期以外の、人生の後半に学習された言語で行われることを前提としている。身体化されたバイリンガル言語では、第一言語だけでなく第二言語も身体的な動きと認知を結びつける。
例えば、第一言語（L1）の身体化では、参加者が文中の動作を説明する絵を同時に提示された場合、文の理解が早くなることが研究で示されている。具現化言語では、言語の理解には、処理され理解されつつある文の主語と動作の心的シミュレーション（想像）が必要であると仮定している。L1の具現化に続き、L2の具現化では、L2の文の理解にも、第一言語の理解の根底にあるのと同じ心的プロセスが必要であると仮定する。

## 理論
具現化は母国語の言語処理にも存在することが研究によって示されており、第一言語の言語処理で具現化が起こるのであれば、第二言語の言語処理でも具現化が起こるかもしれない。第二言語が第一言語と比較してどのように身体化されるかは、いまだに議論の的である。現在のところ、第二言語処理における身体化の有無を扱う理論やモデルは知られていないが、第二言語学習における身体化の効果について複数の仮説を導くことができるバイリンガル処理モデルは存在する。

### 改訂階層モデル（RHM）

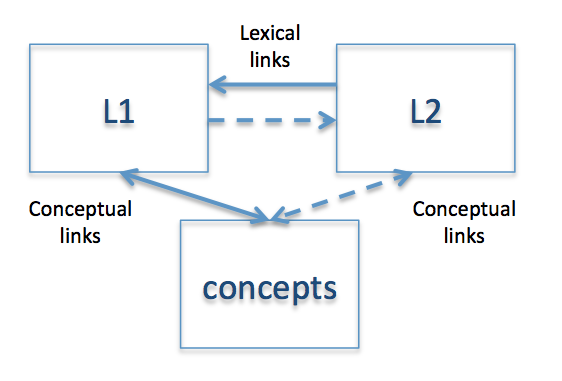
According to the RHM, lexical associations from L2 to L1 are stronger than that of L1 to L2. While the link from L1 to conceptual memory is stronger than the link from L2 to conceptual memory, the two conceptual links are nevertheless bidirectional.

改訂階層モデル（RHM）は、語彙のつながりはL1からL2よりもL2からL1への方が強いという仮説を立てている。言い換えれば、第二言語から第一言語への単語の翻訳は、その逆よりも速く行われる。しかし、母国語から第二言語への翻訳は遅れるかもしれないが、意味論、つまり伝達される情報の語義は維持され、翻訳者によって理解される。
このことは、具現化されたバイリンガル言語という観点からは、第一言語処理と第二言語処理とで、具現化効果に違いはないはずだということである。RHMモデルでは、意味表象は言語間で共有されると仮定しているため、第一言語の行動、知覚、感情で見出された意味は、第二言語の処理にも同じように伝達される。

### 拡張バイリンガル対話活性化（BIA+）モデル

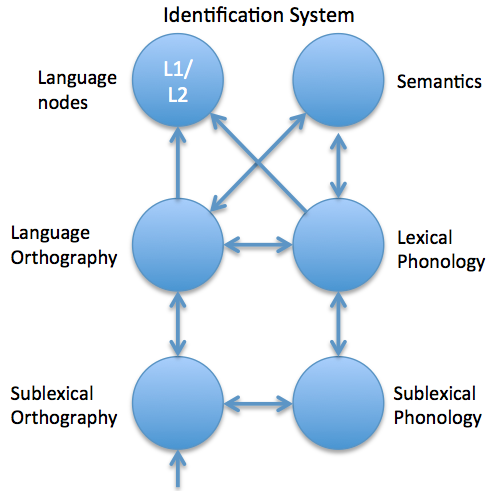
According to the BIA+ model, orthographic representations activate first, which then activate phonological and semantic representations.

バイリンガル語彙処理のBIA+モデルによると、脳はどちらかの言語で単語を認識する際、両方の言語を活性化する。単一の言語を選択するのではなく、語彙アクセス、つまり言語の音と意味の接続は、言語間で非選択的である。BIA+モデルでは、まず正書法表象が活性化し、次に関連する音韻表象と意味表象が活性化することを示唆している。これらの活性化の速度は言語の使用頻度に依存する。この命題を踏まえると、第二言語の使用頻度が第一言語よりも低い場合、第二言語の活性化は第一言語の活性化よりもゆっくりと起こることになる。しかし、BIA+モデルでは、このような活性化時間の差はごくわずかであると主張する。
RHMと同様に、BIA+モデルは、第一言語と第二言語の両方で単語の意味にアクセスする際に、時間的にわずかな違いはあるものの、意味表現は維持されるとしている。したがって、具現化という観点からは、BIA+モデルは、具現化効果もまた、母語と第二言語の処理にまたがって維持されることを示唆していることになる。

### Sense model

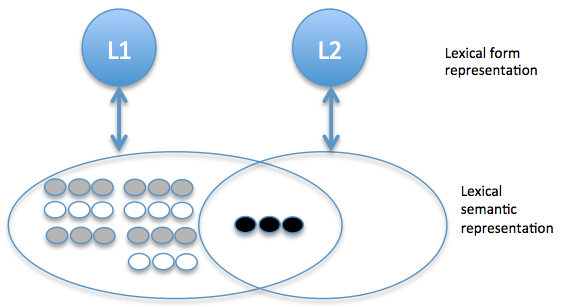
意味論的な意味を部分的にしか共有していない2つの翻訳等価物のセンスモデル表現。意味論は第一言語では完全に結びついているが、第二言語ではごくわずかしか結びついていない。

センスモデルは、先に述べたモデルとは異なる立場をとる。センスモデルでは、母語の単語は第二言語の単語よりも多くの意味感覚と結びついていると仮定し、L1語とL2語の意味表象が部分的に重複して分布していると主張する。その結果、センスモデルは、第二言語の意味表象は母語の意味表象よりも「豊かではない」と主張する。具現化されたバイリンガル言語においてそうであるならば、第二言語処理における具現化は最小限か、あるいは完全に欠如している可能性さえある。

## 行動

### 非選択的モーターシステム
言語処理中に運動皮質が活性化することが研究で示されているため、身体化されたバイリンガル処理は運動処理に根ざしている。例えば、第一言語処理では、「蹴る」や「走る」といった脚に関連する単語が、脚の運動を制御する運動皮質の部分を刺激する。このことは、運動動作を説明する言語は脳の運動系を活性化するが、その言葉が比喩的な意味とは対照的に文字通りの意味を提供する場合に限られることを示している。L1実施形態に続いて、L2実施形態では、第二言語の「パンチ」や「投げる」という言葉も、第一言語の言葉と同じように運動皮質の同じ部分を刺激すると仮定する。要するに、運動動作を描写する言語は、脳の運動系を活性化させるのである。これがすべての言語に当てはまるのであれば、第二言語を理解し使用する際に起こる処理も、母国語の処理と同様に脳の運動野を活性化させるに違いない。
第一言語と第二言語の行為語は、言語処理において運動皮質に依存していることが研究により明らかになり、運動皮質が行為言語処理に必要であるという主張が強まった。この研究は、動作言語処理が、両言語の意味運動表象に直接アクセスしていることを示唆している。これは、第二言語の運動システムが第一言語の運動システムからの情報を呼び出し、活性化した結果である。最初のうちは、第一言語によって刺激される意味表象は、第二言語のそれよりも強い。しかし、第二言語への経験や接触が増えるにつれて、感覚運動への関与や第二言語の理解が強くなる。第二言語の使用頻度が高ければ高いほど、神経ネットワークと連想は強くなり、第二言語の意味表象は第一言語と同様に顕著になると主張する研究者もいる。
グラウンデッド・コグニション（身体化された認知）とは、知識は知覚、運動、感情体験の記憶である様相表象として心に表象されるとする理論的見解である。知覚的特徴には、方位、位置、視界条件、運動、運動方向、行動方向などが含まれる。これらの知覚的特徴はすべて、言語を理解するために必要なものである。これが第一言語処理に当てはまるのであれば、第二言語処理にも当てはまるはずである。
これらの知覚的特徴は、行動を想像するとき、行動を思い出すとき、さまざまな感覚情報を観察するときに生じる。運動野に加えて、触覚や身体感覚を扱う体性感覚野も活性化される。このような感覚情報は、言語理解を必要とする心的シミュレーション、すなわち説明される行為の想像を形成するのに寄与する。

## 感情
身体化されたバイリンガル言語はまた、言語を理解することで、感情に対応する脳の部位が活性化されることを前提としている。研究により、感情語が豊かな意味ネットワークの中に埋め込まれているという証拠が得られている。このような情報があれば、言語的発達は概念的発達や感情調節システムの発達と一致するため、感情は第一言語でよりよく知覚される。言語的条件付けは、同じ言語の音韻的・意味的に関連する単語には広がるが、別の言語の翻訳相当語には広がらない。

### 脱身体化されたバイリンガルの言語と感情
感情の処理に関しては、実体のない認知を主張する研究者もいる。実体のない認知という考え方は、バイリンガルの人が第二言語を使用する際、より少ない感情しか示さないという研究結果から来ている。これは、第二言語への感情移入が少なくなることで、意思決定バイアスやフレーミングバイアスといったバイアスが減少することを示しているのかもしれない。要説明]第二言語処理中に感情が解釈されにくくなるため、意思決定や状況分析を行う際に、話し手は状況の感情を無視したり、理解できなかったりする可能性が高くなる。しかし、このような同様の結果は、感情に基づく説明というよりも、第二言語／外国語で話すことで、母語によって課される社会的規範や制限、政治的正しさから話し手が解放されるようだという事実によるものかもしれないということを、他の研究者が発見している。
身体化されない認知の理論では、第二言語と第一言語では、感情がそれほど明確に認識されないため、第二言語を使っている人は、第一言語を使っている人ほど感情に影響されず、バイアスがかからないと仮定している。この感情理解の欠如は、第二言語処理において身体化された認知が存在しないと仮定するセンス・モデルの証拠となる。